# Damapana bigemina
Damapana bigemina là một loài thực vật có hoa trong họ Đậu. Loài này được (Dalzell) Kuntze mô tả khoa học đầu tiên năm 1891.